# Wouter de Jong
Pour les articles homonymes, voir de Jong.
 (janvier 2019).
Si vous disposez d'ouvrages ou d'articles de référence ou si vous connaissez des sites web de qualité traitant du thème abordé ici, merci de compléter l'article en donnant les références utiles à sa vérifiabilité et en les liant à la section « Notes et références ».
Wouter de Jong, né le 3 février 1981 à La Haye, est un acteur néerlandais.

## Filmographie

### Cinéma et téléfilms
- 1996 : Oppassen!!! (nl) : Robbert
- 1997 : Jansen, Jansen (nl) : Patrick
- 2002-2004 : Goede tijden, slechte tijden : Milan Alberts (2002-2004)
- 2004 : Kees & Co (nl) : Deux rôles (Milan Verhagen et Wouter de Jong)
- 2006 : Kinkerstraat (nl)[Quoi ?] : Marcus
- 2007 : Spoorloos verdwenen (nl) :Roald Hulzenbeck
- 2007 : Voetbalvrouwen (nl) : Wilbert Doornbos
- 2008 : S1ngle (nl) : Bastiaan Huiskamp
- 2009 : Flikken Maastricht : Tom Elgraa
- 2009 : Villa Achterwerk The Popgroep : Divers rôles (Daan et Mike)
- 2010 : Verloren jaren (nl) : Bart
- 2011 : Hart tegen Hard (nl) : Frank de Koning
- 2011 : VRijland (nl) : L'entraîneur de tennis
- 2011 : Lang zal ze leven : Fabian
- 2011 : Verborgen Gebreken (nl) : Bert Jaspers
- 2011 : Desideratum : Incubus
- 2018 : De Spa (nl) : Fred

## Vie privée
Il est en couple avec l'actrice Elise Schaap.